# Črni potok, Begunjščica
Črni potok je potok, ki svoje vode zvira severno od naselja Begunje na Gorenjskem, pod na južnih pobočjih Praprotnikovega vrha (Kisovca; 954 m) in na pobočju, imenovanem Ledene trate. Nedaleč od gradu Kamen se kot levi pritok izliva v potok Begunjščica, v spodnjem toku imenovanem Zgoša. Ta nato teče skozi vasi Begunje, Zgoša, Zapuže, Nova vas pri Lescah in Vrbnje, ter se pri Radovljici kot levi pritok izliva v reko Savo